# Трихлорид бора
Трихлори́д бо́ра (хлорид бора(+3), хлорид бора(III), трёххлористый бор, хим. формула — BCl3) — бинарное неорганическое соединение бора и хлора. Представляет собой бесцветный газ с резким неприятным запахом, реагирует с водой. Ядовит.

## Физические свойства
При стандартных условиях трихлорид бора BCl3 представляет собой ядовитый, тяжёлый бесцветный газ, вследствие взаимодействия с парами воды дымящийся во влажном воздухе.
При нормальных условиях — это жидкость, давление пара которой описывается уравнением:
{\displaystyle p_{\mathsf {(mmHg)}}=2115~T^{-1}-7.04\lg T+27.56}
В твёрдом состоянии трихлорид бора образует кристаллы гексагональной сингонии, пространственная группа P63, a =0,6140 нм, c = 0,6603 нм, Z = 9.
Молекула трихлорида бора представляет собой правильный треугольник (как и другие тригалогениды бора) с длиной связи B—Cl 0,175 нм. Вследствие тригональной симметрии молекула имеет нулевой дипольный момент.
Трихлорид бора не образует димеры, хотя есть косвенные свидетельства того, что он может образовывать димеры при очень низких температурах (20 К).

## Получение
Трихлорид бора можно синтезировать из элементов:
{\displaystyle {\mathsf {2B+3Cl_{2}\xrightarrow {>400^{o}C} 2BCl_{3}\uparrow }}}
В промышленности вместо чистого бора используют его сплавы, например ферробор.
Также в промышленности используют метод хлорирования при температуре ~1000 °C смеси оксида бора и кокса:
{\displaystyle {\mathsf {B_{2}O_{3}+3C+3Cl_{2}\xrightarrow {1000^{o}C} 2BCl_{3}\uparrow +3CO\uparrow }}}
В России используется промышленный метод хлорирования карбида бора при температуре 900—1000 °C:
{\displaystyle {\mathsf {B_{4}C+6Cl_{2}\xrightarrow {1000^{o}C} 4BCl_{3}\uparrow +C}}}
Трихлорид алюминия и трифторид бора могут обмениваться галогенами:
{\displaystyle {\mathsf {AlCl_{3}+BF_{3}\xrightarrow {~T~} BCl_{3}\uparrow +AlF_{3}}}}
В лабораторной практике трихлорид бора получают разложением его аддуктов, например, BCl3S(СН3)2, которые удобны в работе, так как являются твёрдыми веществами:
{\displaystyle {\mathsf {(CH_{3})_{2}SBCl_{3}\rightleftarrows (CH_{3})_{2}S+BCl_{3}\uparrow }}}

## Химические свойства
Полностью гидролизуется водой с выделением большого количества тепла:
{\displaystyle {\mathsf {BCl_{3}+3H_{2}O\rightarrow B(OH)_{3}\downarrow +3HCl}}}
Реагирует с разбавленными и концентрированными щелочами:
{\displaystyle {\mathsf {4BCl_{3}+14NaOH\rightarrow Na_{2}B_{4}O_{7}+12NaCl+7H_{2}O}}}
{\displaystyle {\mathsf {BCl_{3}+4NaOH\rightarrow Na[B(OH)_{4}]+3NaCl}}}
Восстанавливается водородом до бора или борана:
{\displaystyle {\mathsf {2BCl_{3}+3H_{2}{\xrightarrow {800-1200^{o}C}}2B+6HCl}}}
{\displaystyle {\mathsf {2BCl_{3}+6H_{2}{\xrightarrow {450^{o}C,Cu,Al}}B_{2}H_{6}+6HCl}}}
Горит в кислороде (на воздухе при температуре >400 °C):
{\displaystyle {\mathsf {4BCl_{3}+3O_{2}{\xrightarrow {}}2B_{2}O_{3}+6Cl_{2}}}}
Фтор вытесняет хлор из соединения:
{\displaystyle {\mathsf {2BCl_{3}+3F_{2}{\xrightarrow {}}2BF_{3}+3Cl_{2}}}}
Трихлорид бора является кислотой Льюиса, которая образует аддукты с третичными аминами, фосфинами, эфирами, тиоэфирами и галогенид-ионами:
{\displaystyle {\mathsf {BCl_{3}+PH_{3}\rightleftarrows BCl_{3}\cdot PH_{3}}}}
Реагирует с оловоорганическими соединениями:
{\displaystyle {\mathsf {2BCl_{3}+R_{4}Sn\longrightarrow 2RBCl_{2}+R_{2}SnCl_{2}}}}
При пропускании через трихлорид бора электрической искры получаются низшие хлориды бора B2Cl6, B4Cl4, B8Cl8:
{\displaystyle {\mathsf {2BCl_{3}{\xrightarrow {}}B_{2}Cl_{4}+Cl_{2}}}}
Реагирует со спиртами с образованием эфиров-боратов:
{\displaystyle {\mathsf {BCl_{3}+R{\text{-}}OH{\xrightarrow {}}B(OR)_{3}+3HCl}}}
При нагревании реагирует с борным ангидридом с образованием оксихлорида бора:
{\displaystyle {\mathsf {BCl_{3}+B_{2}O_{3}{\xrightarrow {200^{o}C}}3BOCl}}}
Металлы могут восстанавливать трихлорид бора до бора или образовывать бориды:
{\displaystyle {\mathsf {BCl_{3}+3Na{\xrightarrow {150^{o}C}}B+3NaCl}}}
{\displaystyle {\mathsf {2BCl_{3}+6Mg{\xrightarrow {}}Mg_{3}B_{2}+3MgCl_{2}}}}

## Применение
- Трёххлористый бор является исходным материалом для производства чистого бора.
- Он также используется в переработке алюминия, магния, цинка и сплавов меди для удаления нитридов, карбидов и оксидов из расплавленного металла.
- Трихлорид бора использовался как флюс для пайки сплавов алюминия, железа, цинка, вольфрама и медно-никелевого сплава.
- Обработка жидкого алюминия парами трихлорида бора улучшает качество отливок.
- Используется при изготовлении электрических сопротивлений для приклеивания углеродной плёнки к керамической основе.
- Используется в плазменном травлении в производстве микроэлектроники
- Используется как реагент в органическом синтезе.

## Токсичность
Трихлорид бора — едкое, весьма токсичное вещество, обладающее удушающим действием.
ПДК в рабочей зоне — 1 мг/м³, поражающая токсодоза 0,3 мг/л•1 мин.